# Johann Heinrich von Wrochem
Johann Heinrich von Wrochem (ur. 12 czerwca 1735 w Czerwięcicach, zm. 2 grudnia 1807) – właściciel Dolędzina i Rept, landrat powiatu raciborskiego.
Pochodził ze szlacheckiej rodziny von Wrochem, studiował na Uniwersytecie w Halle. W 1759 roku poślubił Beatę Helenę von Marklowską. 13 czerwca 1765 roku, po ponad dwóch latach od rezygnacji poprzedniego landrata powiatu raciborskiego, Karla Erdmanna von Lichnovsky'ego został powołany na to stanowisko, które zajmował do 1798 roku. W tym samym  roku następcą został jego syn, Gustav Gottlob von Wrochem.